# Kerstcadeau (traditie)

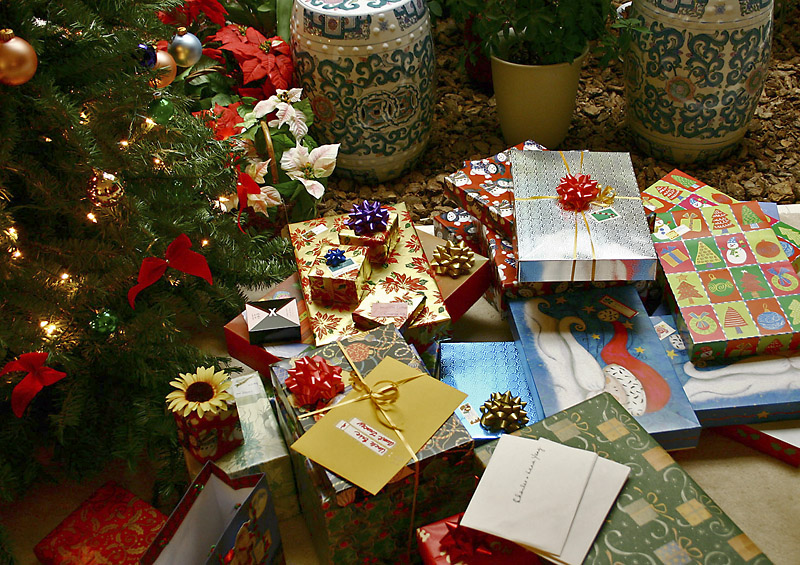
Kerstcadeaus onder de kerstboom

Een kerstcadeau of kerstgeschenk is een cadeau dat speciaal wordt gegeven ter gelegenheid van Kerstmis.
Het geven en ontvangen van kerstcadeaus behoort tot de vaste kerstgebruiken en komt in veel landen voor. Het cadeau is vaak verpakt in speciaal cadeaupapier dat de kerstsfeer oproept. Er wordt ook vaak een naam op het ingepakte cadeau geschreven, zodat men weet voor wie het cadeau is. Er zijn ook andere manieren om de cadeaus uit te delen, zoals een tafel vol cadeaus en dobbelen om er daar één van te mogen ontvangen.  
De traditie van het geven van cadeaus met Kerstmis gaat terug tot de 13e eeuw. Tegenwoordig hebben zich in verschillende landen en regio's uiteenlopende specifieke gebruiken ontwikkeld. Kerstgeschenken worden vaak uitgewisseld op kerstavond (24 december), op eerste kerstdag zelf (25 december, vaak in de ochtend) of op de laatste dag van het twaalfdaagse kerstseizoen (Driekoningen; 5 januari).

## Geschiedenis

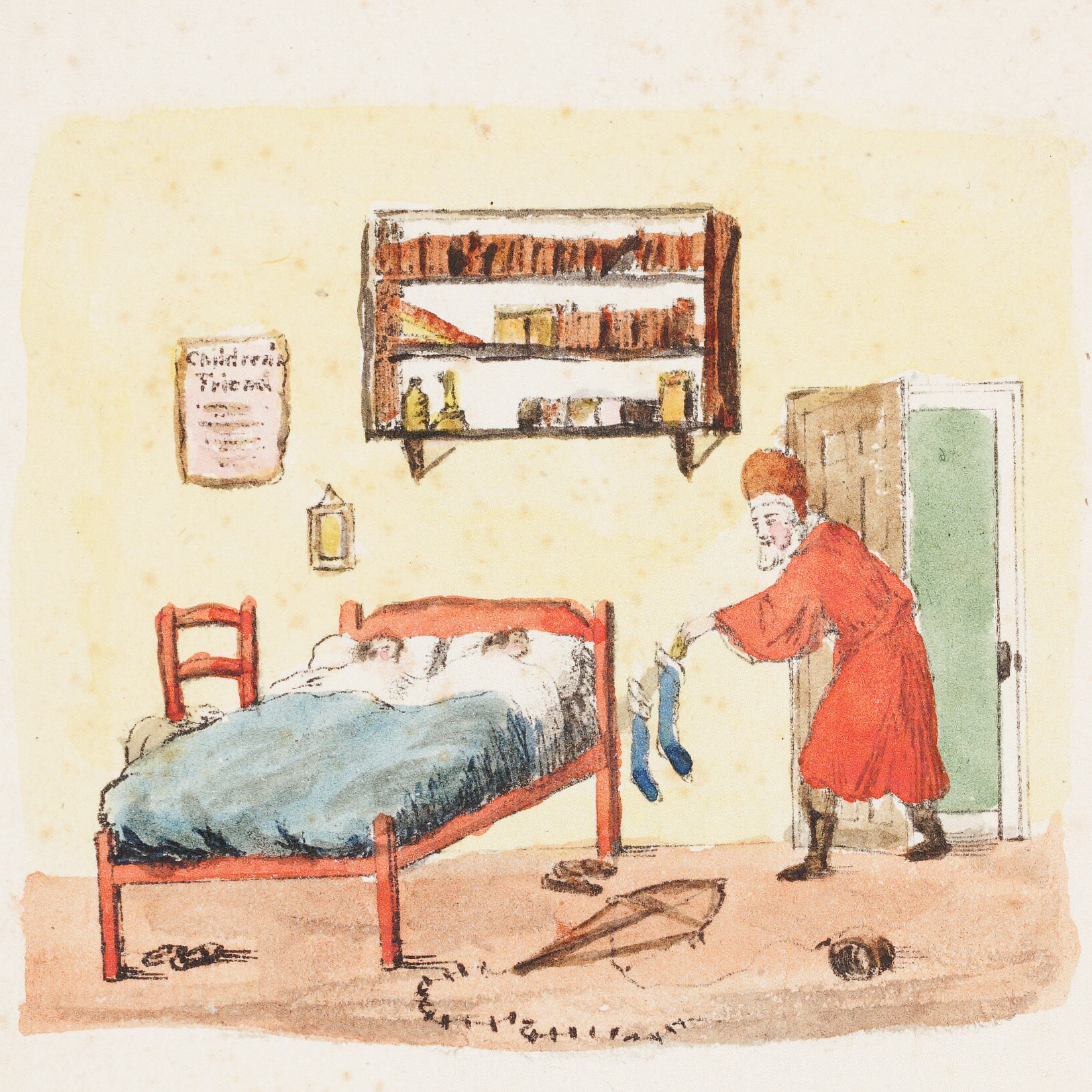
De oudste beschrijving en illustraties van de kerstman in het gedicht Old Santeclaus with Much Delight, 1821

De gewoonte om elkaar tijdens de kerstperiode geschenken te geven, is volgens de christelijke traditie symbolisch voor de presentatie van de geschenken die de drie wijzen meebrachten voor het kindje Jezus. In het oude Rome was het de gewoonte om geschenken te geven rond de winterzonnewende in december (midwinter); de Saturnaliën.
Naarmate het christendom zich steeds meer verspreidde in het Romeinse Rijk, werd het gebruikelijk om geschenken te geven op Nieuwjaarsdag. Rond 336 na Christus lijkt de datum 25 december te zijn vastgesteld als de dag van Jezus' geboorte, en de traditie van het geven van geschenken was verbonden met het verhaal van de Bijbelse Wijzen die geschenken gaven aan het kindje Jezus. Dit viel samen met een ander verhaal, dat van Sint-Nicolaas, een christelijke bisschop en geschenkengever uit de vierde eeuw, werd het langzaam een onderdeel van de kerstvieringen in landen als het Verenigd Koninkrijk. In andere christelijke landen vindt de gewoonte om geschenken te geven plaats vroeg in de Advent, op de dag van Sinterklaas (6 december of op de vooravond daarvan, zie ook sinterklaasfeest). Er worden ook cadeautjes verstopt in de speciale Adventskalenders.
Omdat de kerstperiode volgens de liturgische kalenders van veel christelijke kerken twaalf dagen duurt, wordt er in sommige culturen voor elk van de twaalf dagen van de kerstperiode een geschenk gegeven. In andere christelijke huishoudens worden de geschenken alleen op eerste kerstdag of Driekoningen worden gegeven, respectievelijk de eerste en laatste dag van de kerstperiode. 
Tegen het einde van de 19e eeuw verving kerstavond in veel gebieden begin december of januari als de meest gebruikelijke datum voor het geven van cadeaus; dit werd mede gestimuleerd door het gedicht A Visit from St. Nicholas.

## Kerstcadeaus voor kinderen
Het geven van kerstcadeaus aan superieuren werd minder gebruikelijk door verhalen rondom Wenceslaus de Heilige, en rond de tijd van de protestantse reformatie werden gebruiken om geschenken aan kinderen te geven steeds wijdverbreider in Europa. Deze gewoonte waaide in de 19e eeuw over naar de Verenigde Staten. Dit viel ook samen met de wens van sommige elites om de luidruchtigheid van volwassen kerstvieringen te verminderen. Deze kerstvieringen waren op sommige plaatsen verbonden met bedelen, aangezien "groepen jonge mannen, vaak luidruchtig, van huis tot huis zouden zwieren en aalmoezen van de adel zouden eisen".
De traditie werd ook omarmd door detailhandelaren, voor wie de weken en uiteindelijk de hele maand voor Kerstmis een zeer winstgevende periode werden. Rond het begin van de 20e eeuw begonnen detailhandelaren hun marketinginspanningen op kinderen te richten, in de hoop dat ze de ouders ertoe zouden verleiden meer goederen te kopen. 

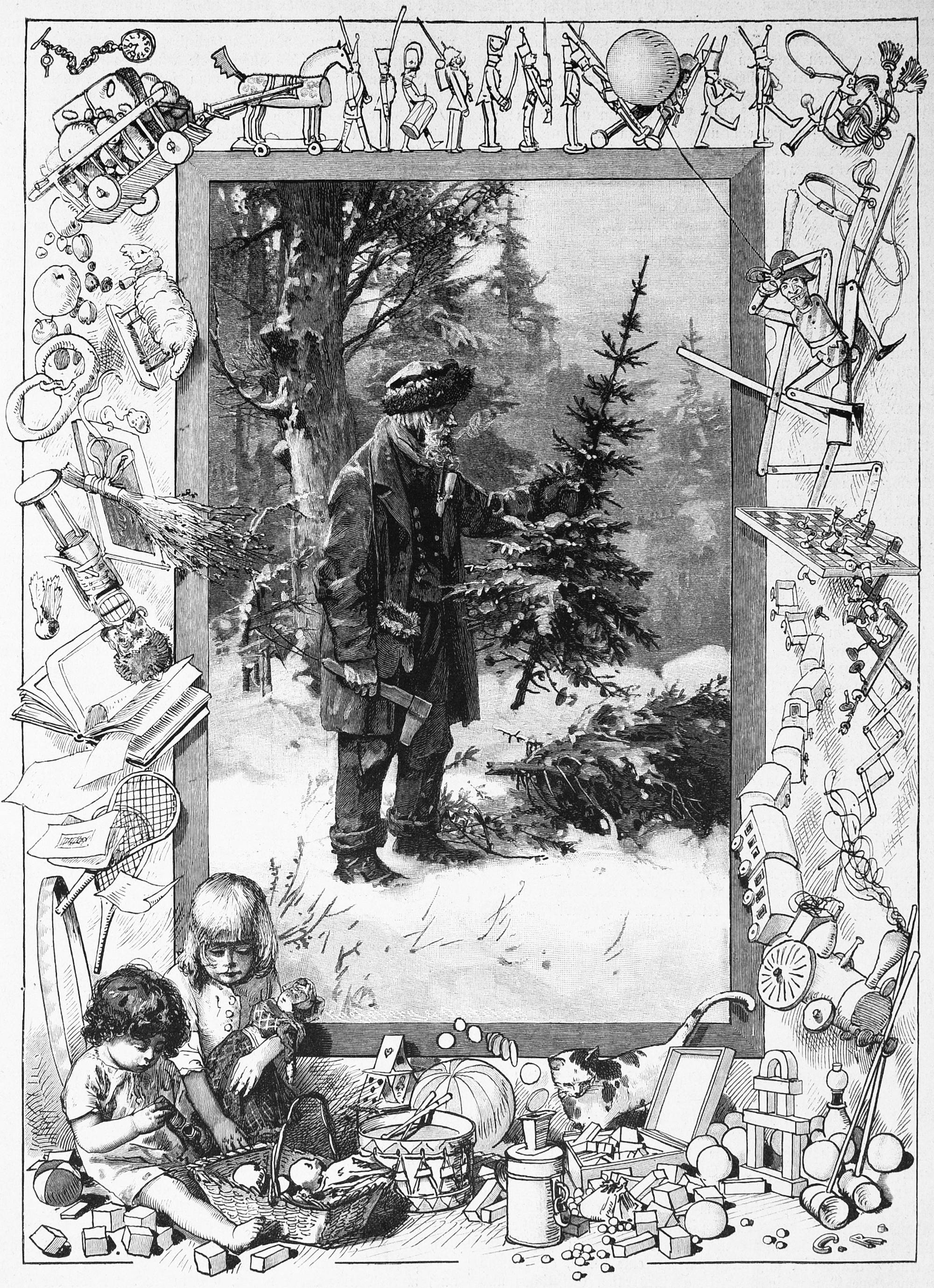
Kinderen met enorm veel kerstcadeaus (en een roe) rondom een tekening van een man die zijn kerstboom in het bos haalt, 1886

Het geven van cadeaus tijdens Kerstmis lijkt gaandeweg steeds meer commercieel te zijn geworden, tot bezorgdheid van sommigen.
De kerstcadeaus worden in veel gevallen zogenaamd gegeven door standaard kerstfiguren zoals de Wijzen uit het oosten, de kerstman  –en allerlei varianten hierop zoals Santa Claus, Father Christmas, Père Noël en Babbo Natal –, Christkindl, Kris Kringle, Joulupukki, Grootvadertje Vorst ofwel Ded Moroz en hun begeleiders. In sommige gevallen worden de cadeaus in een schoen of kerstsok gedaan, in andere gevallen liggen de cadeaus onder de kerstboom. In Duitsland en Oostenrijk worden op kerstavond cadeautjes onder de kerstboom gelegd en diezelfde avond geopend. In Frankrijk worden op kerstavond schoenen onder de kerstboom gelegd waarna er 's nachts cadeaus aan worden toegevoegd, die vervolgens na de middernachtmis of de volgende ochtend worden geopend.
Niet altijd ontvangt men een cadeau, dit zou komen omdat de persoon niet volgens bepaalde normen heeft geleefd in het voorgaande jaar. Ook worden straffende "cadeaus" gegeven, zoals een roe of stukje kool.

## Afbeeldingen

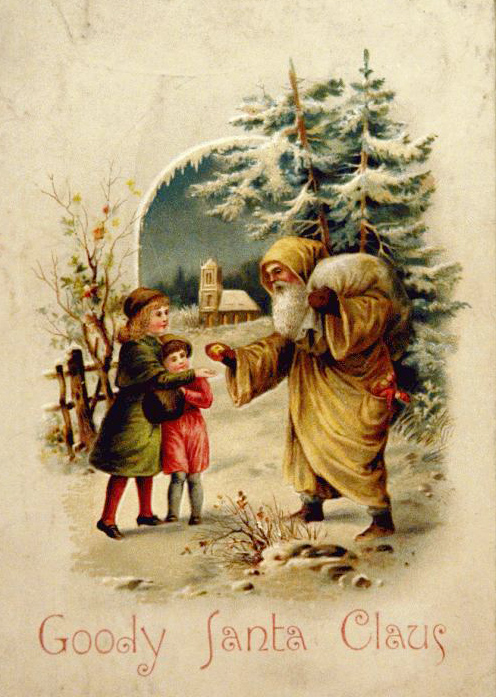
Kinderen krijgen een appel, "Goody Santa Claus", 1889
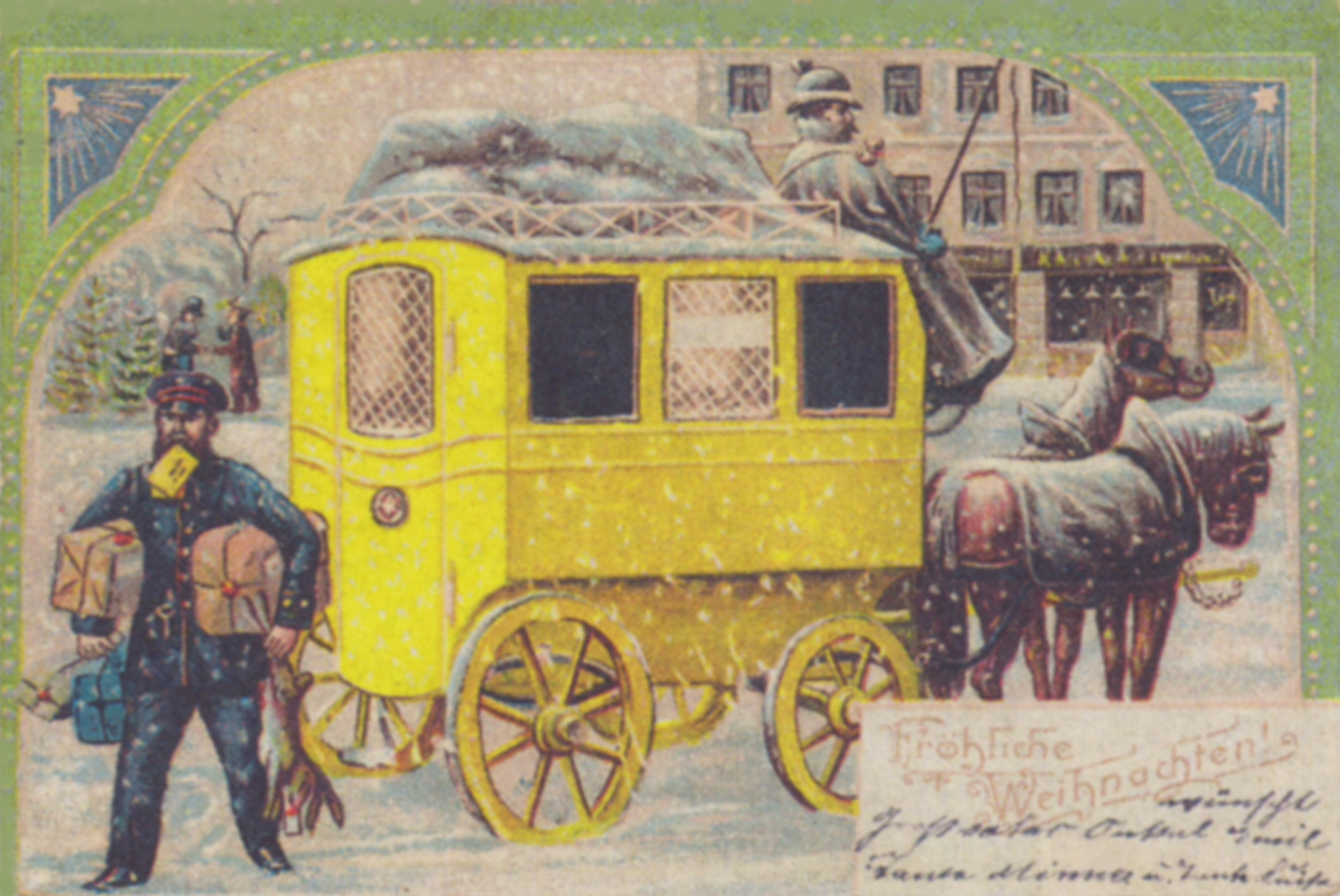
Kerstkaart uit 1904 met een postbode die kerstcadeaus vervoert
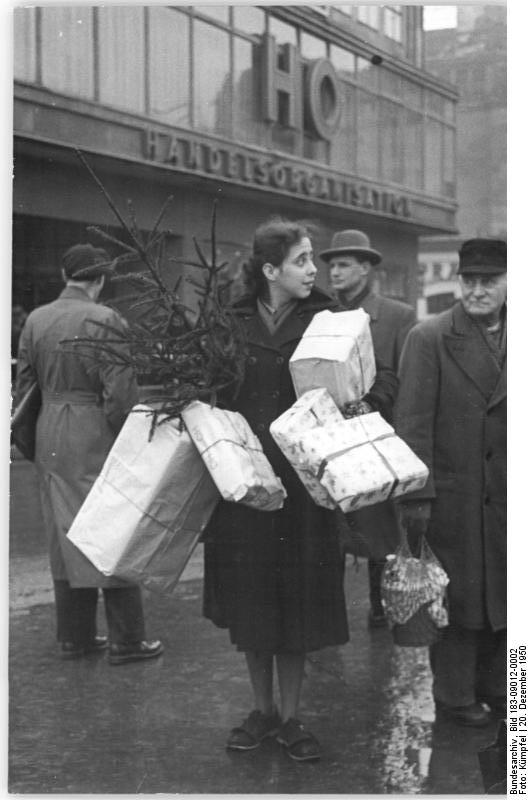
Het kopen van kerstcadeaus in Berlijn, 20 december 1950, Bundesarchiv
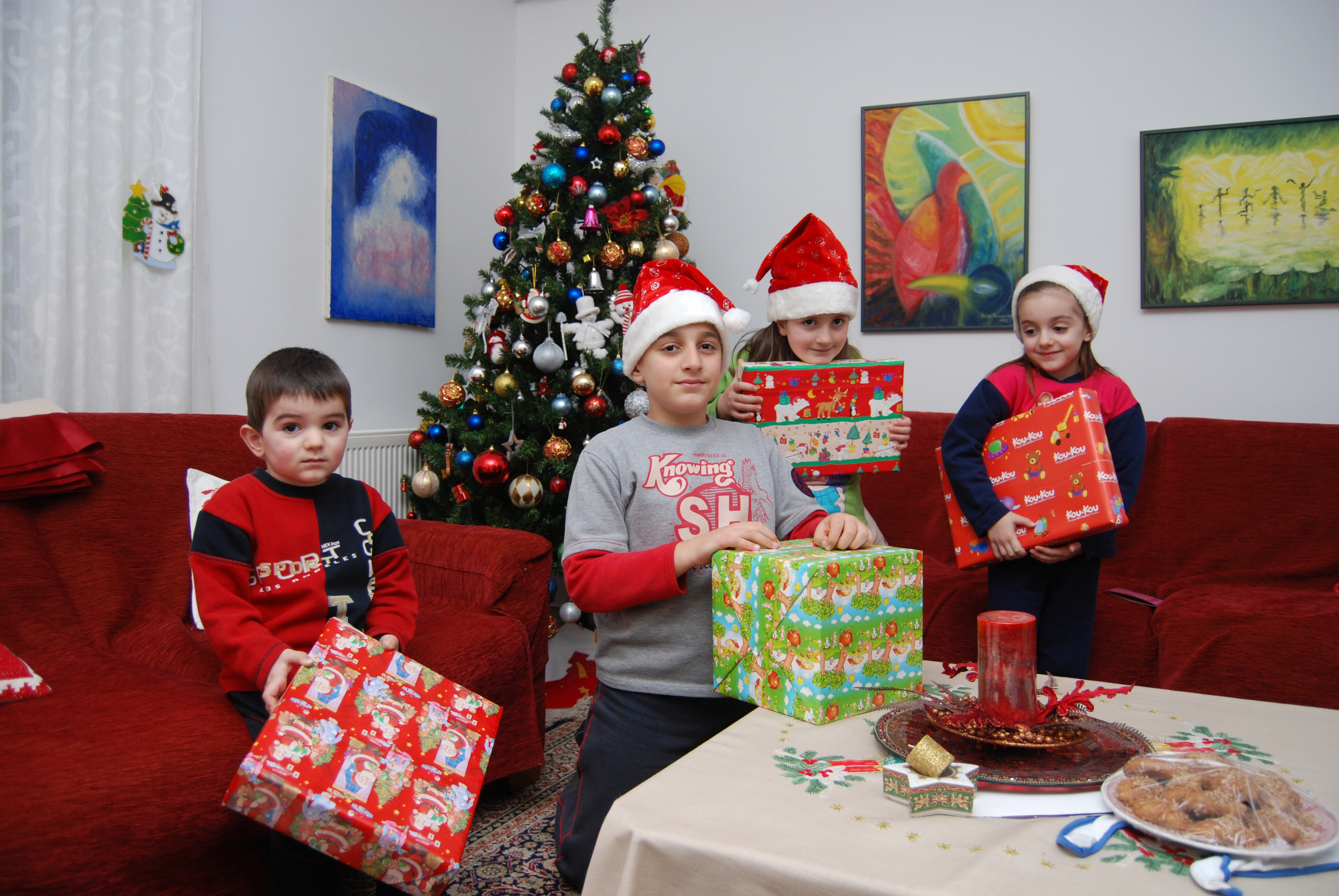
Kinderen en hun kerstcadeaus, de kerstboom staat in de kamer en een kerststukje staat op tafel, 25 december 2010
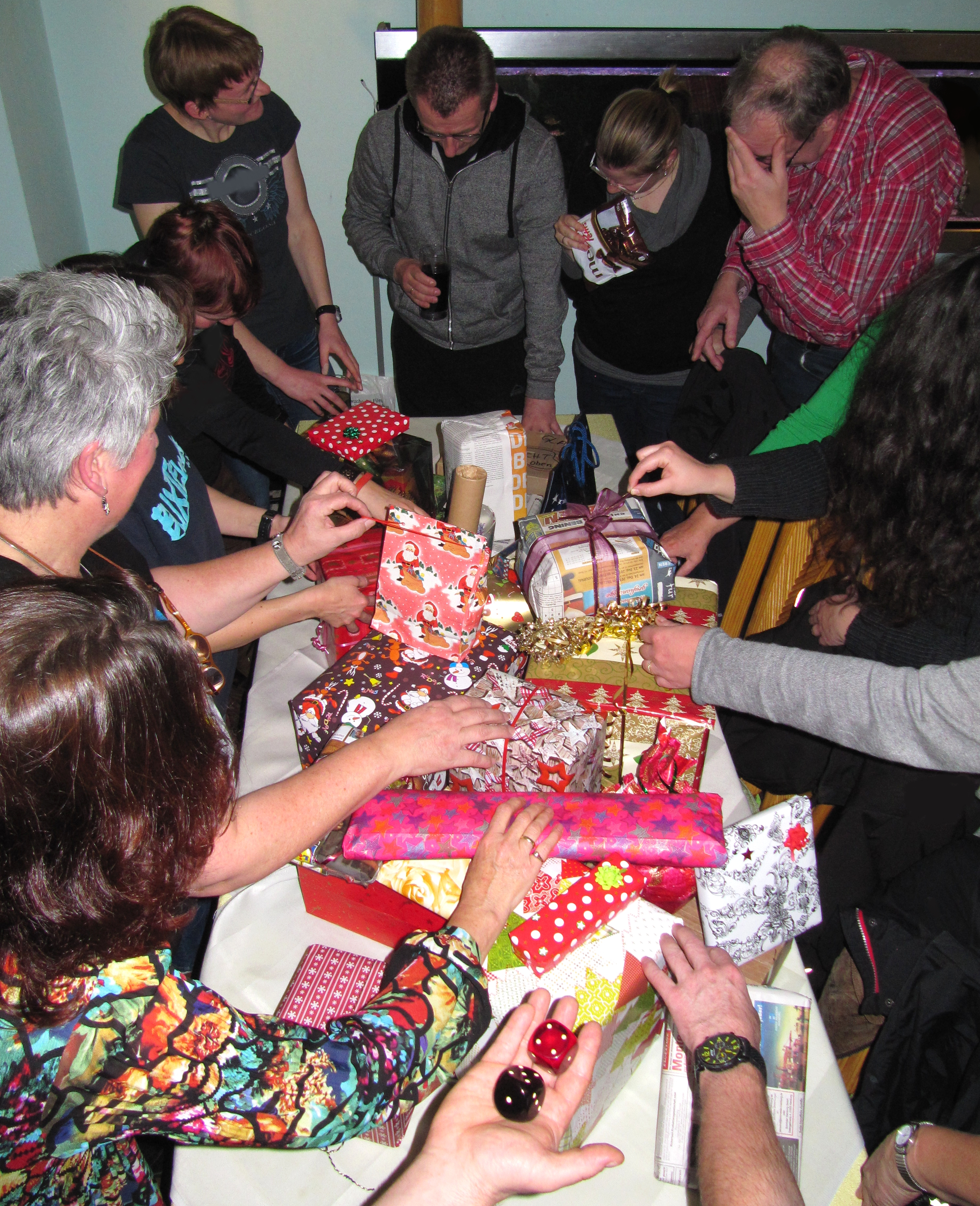
Schrottwichteln; men kiest een cadeau uit een stapel en door middel van dobbelen worden deze verdeeld (zie ook Sinterklaasdobbelen)
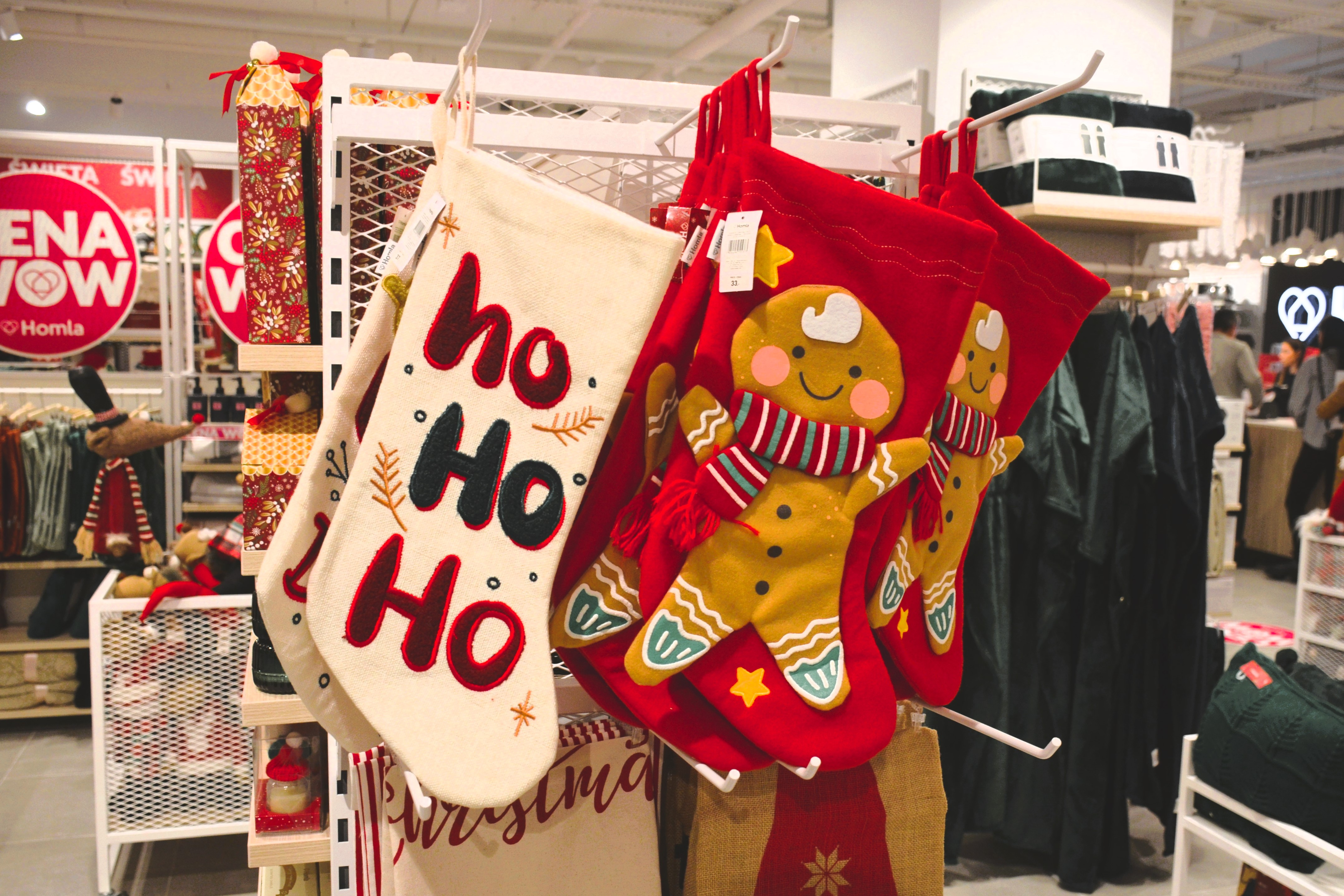
Speciale kerstsokken die aan de schoorsteen kunnen worden gehangen en waar de cadeaus in kunnen worden gedaan.
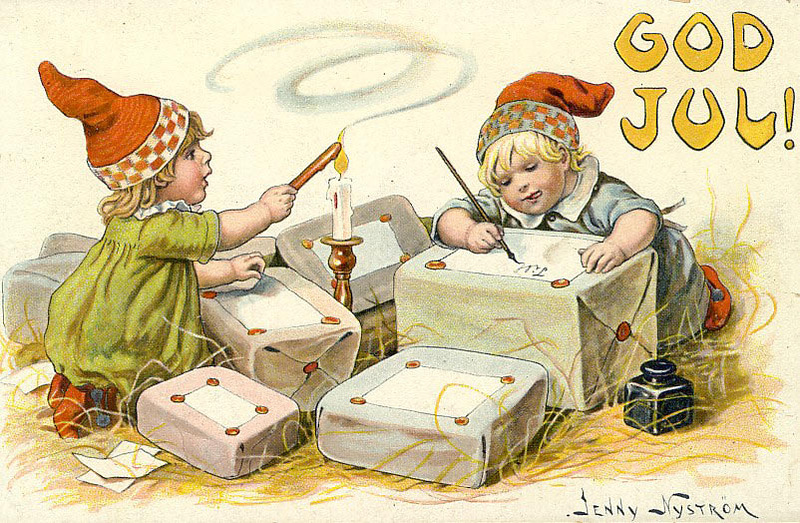
Er worden namen op de kerstcadeaus geschreven, Jenny Nyström
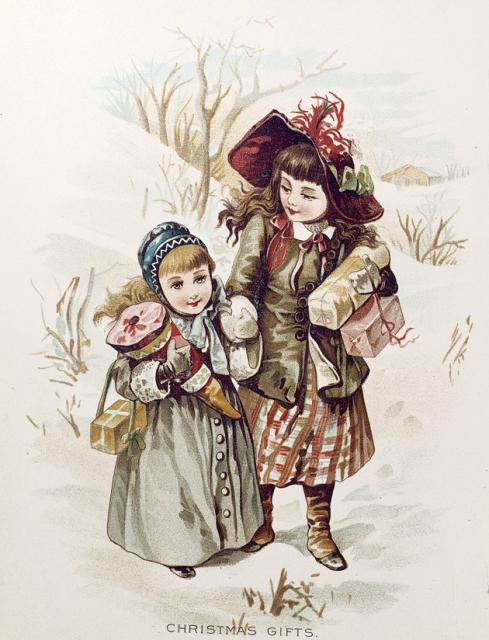
Kerstcadeaus, 1886
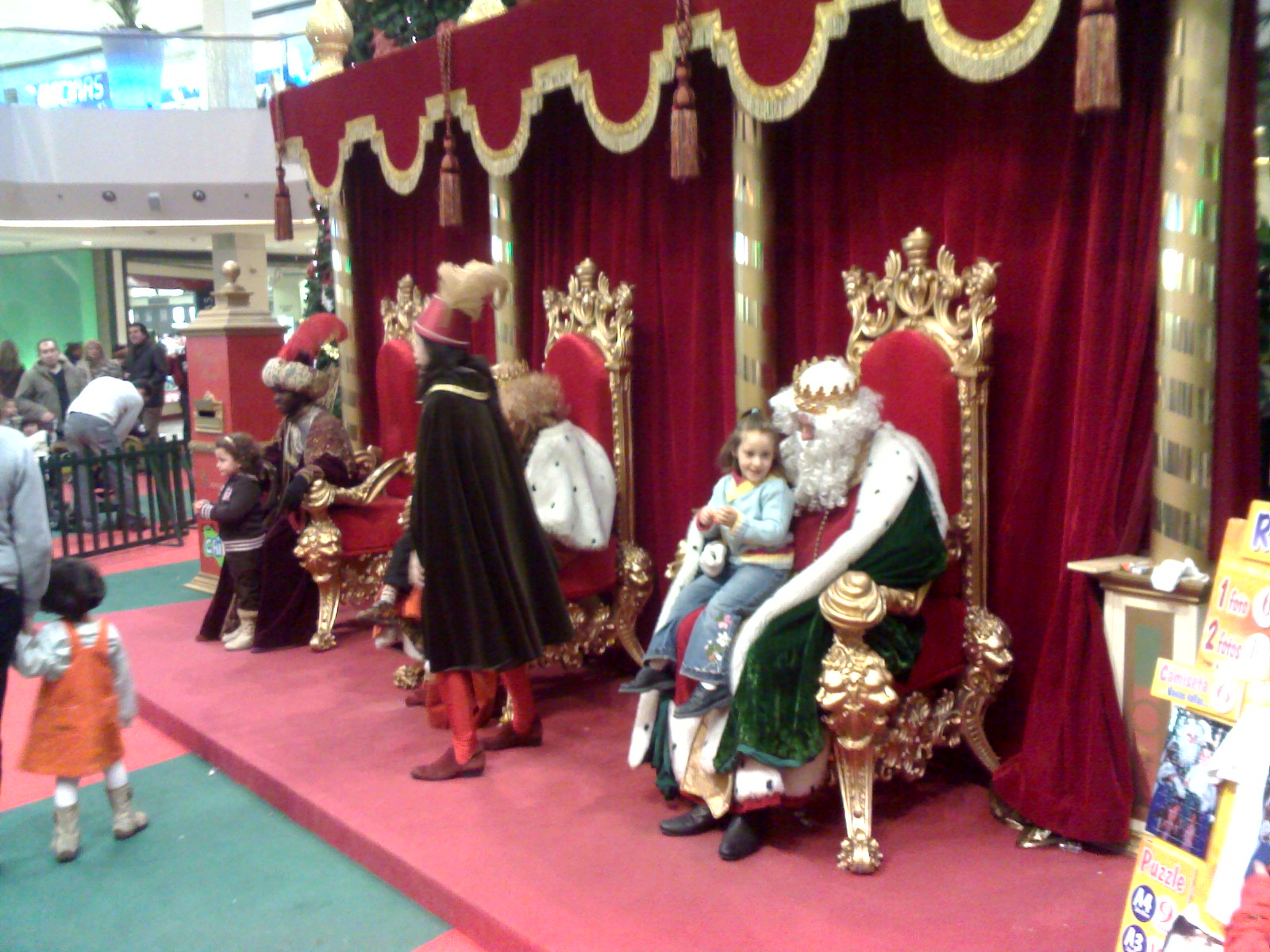
De traditie in Spanje en sommige Latijns-Amerikaanse landen is dat de Drie Wijzen op 6 januari geschenken aan kinderen brengen. Om dit te assimileren met de Angelsaksische traditie van de Kerstman verschijnen ze vaak in cadeauwinkels en winkelcentra, waar kinderen de mogelijkheid hebben om op hun knieën op de foto te gaan en de brief met hun verzoeken te bezorgen.
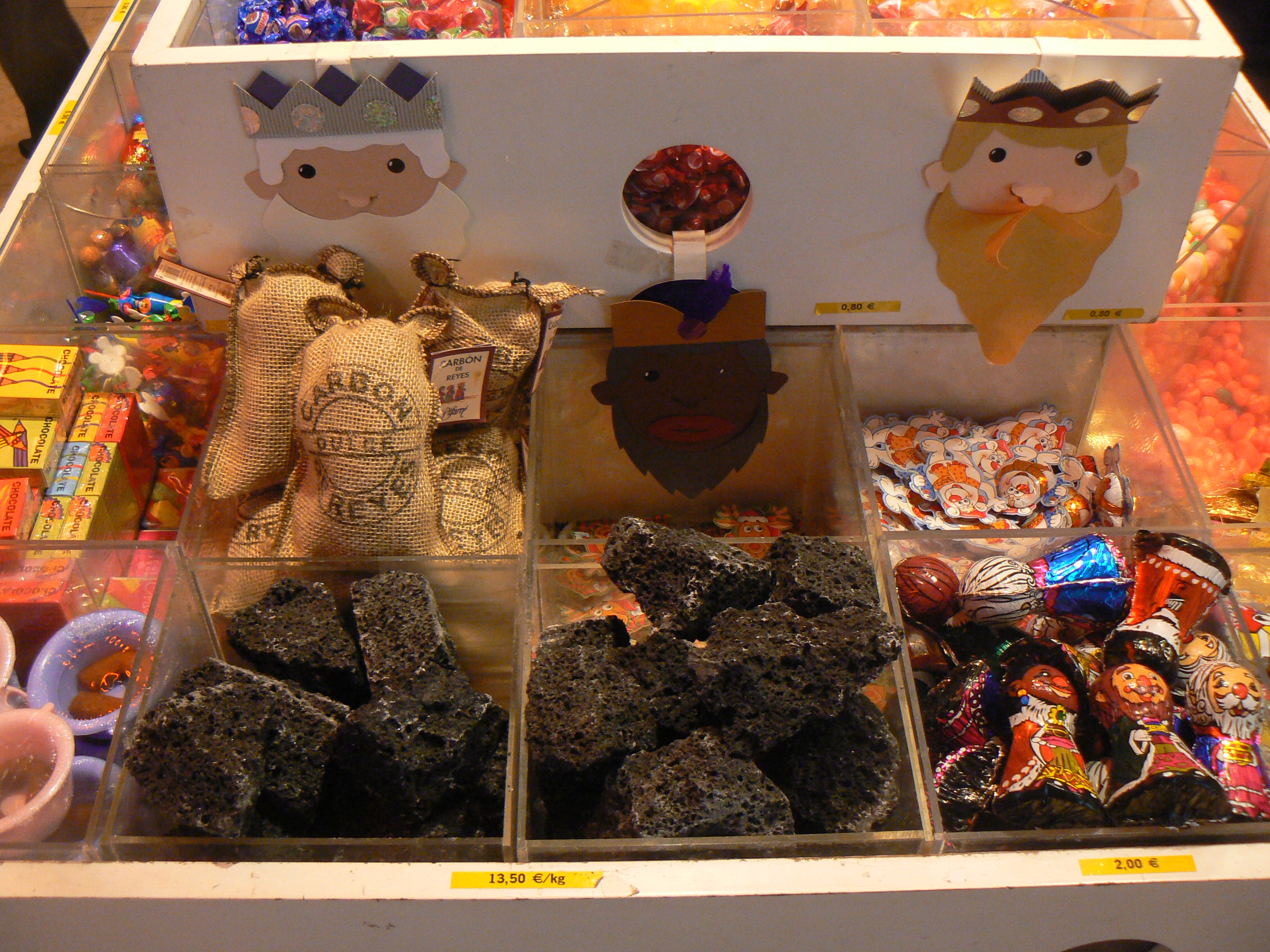
Carbó de sucre ('steenkool van suiker') en ander snoepgoed en de drie wijzen
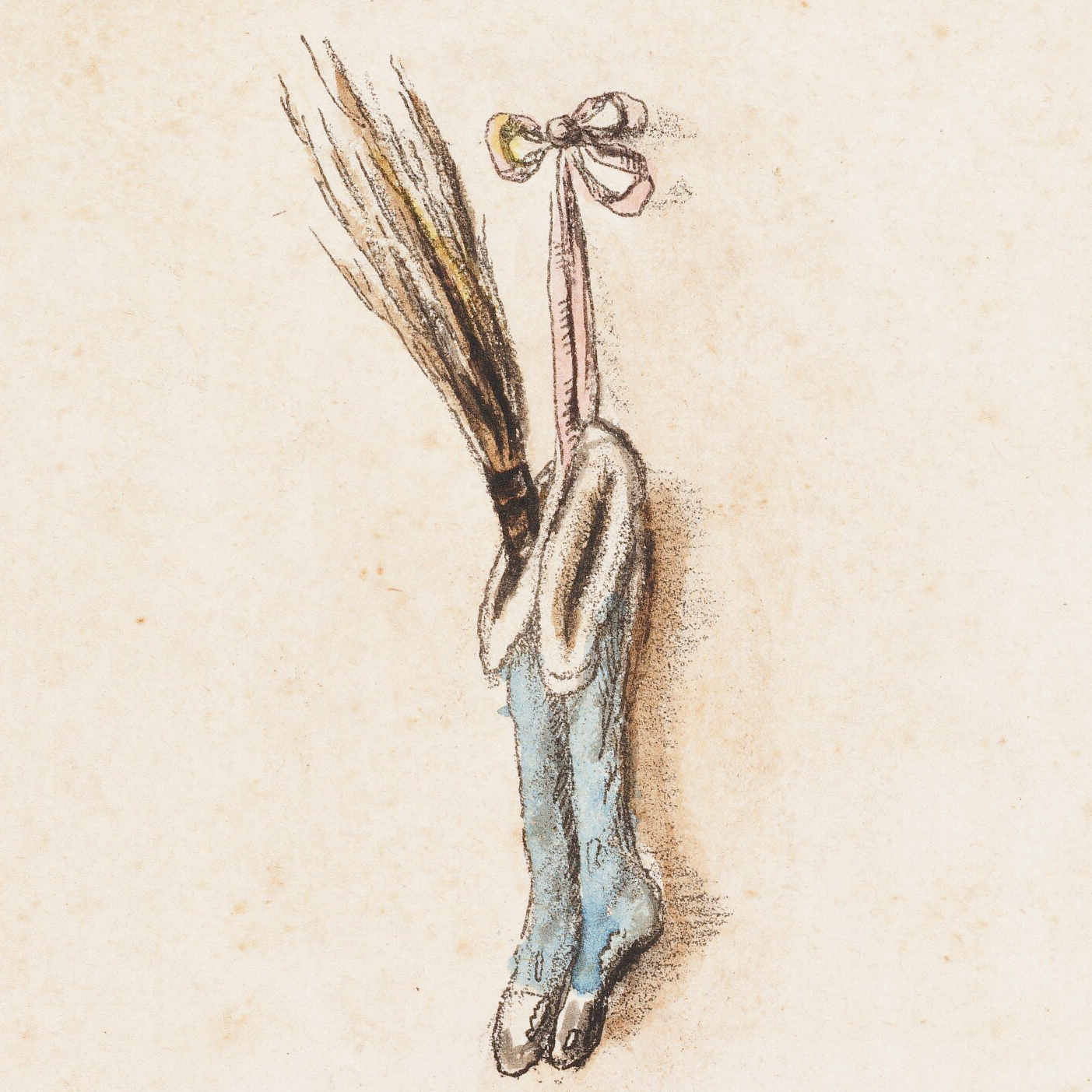
"Stoute" kinderen ontvangen een "lange, zwarte, berkenhouten stok" waarvan het gebruik voor ouderlijke bestraffing wordt onderschreven als een "gebod van God" in Old Santeclaus with Much Delight, 1821